# 菲律宾移动板块

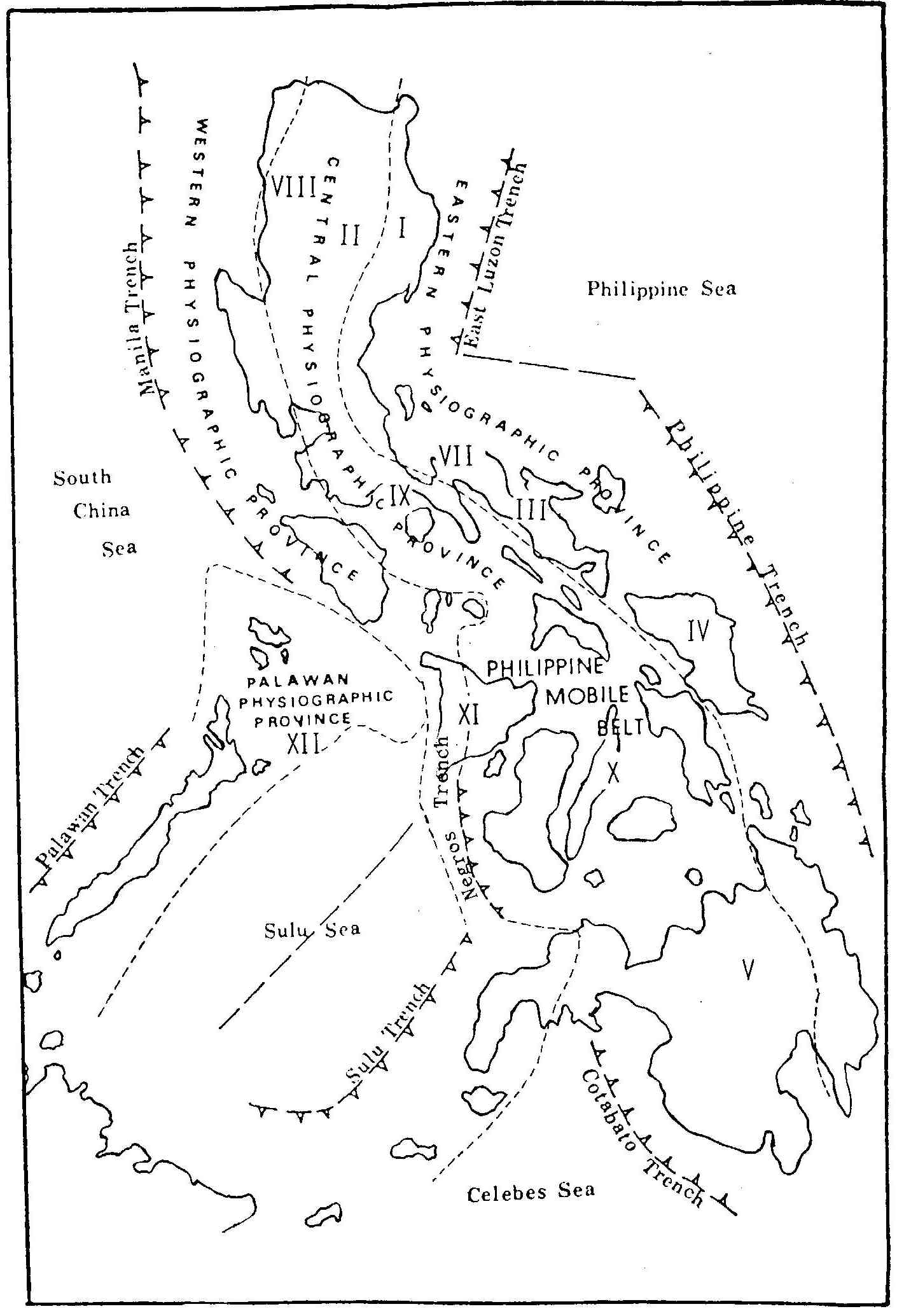
菲律宾移动板块的主要地形组成

菲律宾移动板块（英语：Philippine Mobile Belt）是一块处在欧亚大陆板块和菲律宾海板块的复杂地质构造区域。它包括了菲律宾的大部分区域。除了菲律宾断层系统，它还包含两个隱沒帶：西部的马尼拉海沟和东部的菲律宾海沟。在这兩個隱沒帶内，许多对相邻的主要板块进行剪力作用的地壳岩块和微板块正在发生剧烈的变形。
菲律宾大部分的区域，包括北部的吕宋，都处在菲律宾移动板块。菲律宾移动板块东至菲律宾海板块，南至马鲁古海碰撞带，西南部与巽他板块连接，西部和西北部与南中国海盆地相邻。它的最北端靠近台湾东部。在那里，吕宋火山弧的北吕宋海槽和南中国海常发生地质活动。菲律宾移动板块也被称作菲律宾微板块和台湾-吕宋-民都洛带。

## 巴拉望和苏禄
尽管是菲律宾的一部分，巴拉望和卡拉棉群岛、苏禄群岛、棉兰老岛西部的三宝颜半岛都处在巽他板块向东北伸出的两个海湾上。它们并不属于菲律宾移动板块。但是上述的位置都与菲律宾移动板块发生碰撞。苏禄海沟处在苏禄海盆地苏禄微板块和巴拉望微板块的边界处。巴拉望海沟处于巴拉望微板块和南海盆地南沙群岛高地的交界处。  在1981年，巴拉望/卡拉棉海湾又被称作：巴拉望板块和巴拉望岩块。1989年，巴拉望/卡拉棉海湾还被称作巴拉望微岩块。

## 东西边界
菲律宾移动板块西至马尼拉海沟。它还和内格罗斯海沟和哥打巴托海沟相邻。这些海沟吸收了菲律宾移动板块与巽他板块之间的摩擦。菲律宾移动板块东部的边界是菲律宾海沟和东吕宋海沟。这两个海沟吸收了菲律宾海板块的地壳摩擦。 菲律宾海沟和东吕宋海沟被位处菲律宾海板块的本哈姆高地截断。本哈姆高地从历史上至今一直与东吕宋的马德雷山脉产生着碰撞。

## 北部边界
菲律宾移动板北部连接着台湾。在那里，吕宋岛弧和吕宋前弧的前端分别形成了海岸山脉东部和台湾的花东纵谷。

## 南部边界
菲律宾移动板块南部连接着马鲁古海碰撞带。马鲁古海碰撞带本身向北延伸贯穿菲律宾一直到达台湾。在马鲁古海碰撞带，由于东印度尼西亚的哈尔玛赫拉弧（Halmahera Arc）和桑吉和弧（Sangihe Arc）的碰撞作用，马鲁古海板块被两个板块所吞没。

## 吕宋
吕宋岛被南北走向的菲律宾断层系分为东西两部分。但是南北方向仍然连在一起。Pinet和Stephan在1989年的详细研究表明，北吕宋岛是菲律宾移动板块的一部分。

## 17个主要岩块
菲律宾移动板块一般被认为是由一些由不同原因产生的大型岩块所组成。  7个主要的岩块在吕宋被确定： 东马德雷、 昂阿特、三描礼士、中吕宋岛、比科尔和卡坦端内斯岛。菲律宾中部有4个主要岩块： 班乃、民都洛、宿务和保和。 棉兰老岛有6个主要岩块：太平洋、苏里高、普哈达半岛、棉兰老岛中部山脉、Daguma区和三宝颜。